# Senamat
Senamat is een bestuurslaag in het regentschap Bungo van de provincie Jambi, Indonesië. Senamat telt 5976 inwoners (volkstelling 2010).